# ويذرسفيلد (فيرمونت)
ويذرسفيلد (بالإنجليزية: Weathersfield, Vermont)‏ هي بلدة تقع بولاية فيرمونت في الولايات المتحدة. تبلغ مساحتها 114.5 (كم²)، وترتفع عن سطح البحر 377 م، بلغ عدد سكانها 2825 نسمة في عام 2010 حسب إحصاء مكتب تعداد الولايات المتحدة .

## وصلات خارجية
- www.weathersfield.org
- The US50 - Cities and Towns in Vermont State
- Vermont Cities and Towns, Facts, Map, Flag, Colleges, Government, and More